# Pete Wisdom
Peter "Pete" Wisdom es un agente secreto ficticio que aparece en los cómics estadounidenses publicados por Marvel Comics. Apareció por primera vez en Excalibur #86 (febrero de 1995) y fue creado por Warren Ellis y Ken Lashley.Wisdom es un agente del Servicio Secreto Británico con la habilidad mutante de lanzar "cuchillas" de energía ("cuchillos calientes") desde la punta de sus dedos.
Peter aparece en Deadpool 2 (2018) y Deadpool & Wolverine (2024) ambientada en el Universo cinematográfico de Marvel, interpretado por Rob Delaney.

## Historial de publicaciones
Pete Wisdom fue creado inicialmente por Ellis y dibujado por Ben Dilworth, en un lanzamiento para Electric Angel para la editorial Trident Comics. Wisdom era un joven enojado de Essex, con el poder de invocar electricidad. Ellis dijo en Toronto Comicon 2005 que el personaje está basado en Jack Regan de The Sweeney.Más tarde, en Marvel, Wisdom debutó formalmente, su primera aparición fue como agente de la organización encubierta británica Black Air en Excalibur # 86 (febrero de 1995).
La pareja protagonizó la miniserie de tres números Pryde y Wisdom,que presentó a la hermana de Wisdom, Romany, así como a su padre Harold, un inspector retirado de Scotland Yard. Poco después, Warren Ellis se convirtió en el "director de la trama" de X-Force; Ian Edginton fue el guionista real. Luego apareció en New Excalibur con guion de Chris Claremont.Originalmente, el mandato de la serie era explorar las consecuencias de House of M en Gran Bretaña.
En noviembre de 2006, Pete Wisdom también protagonizó una serie limitada de seis números titulada Wisdom bajo el sello de cómics MAX. Desde mayo de 2008 hasta julio de 2009, Wisdom apareció como uno de los personajes principales de la serie Captain Britain and MI: 13.

## Biografía ficticia
Pete Wisdom nació del sargento detective de Scotland Yard Harold Wisdom. El tiene una hermana, Romany, que es ocultista, ex empleada del Departamento de Muertes Inusuales de la policía (Dept F.66) y aliada de Union Jack. Su madre fue asesinada por el asesino en masa Michael Robert Ryan mientras esperaba la visita de Pete, una visita que había rechazado después de una discusión con ella (tanto él como su padre lo culpan por su muerte).Luego él se unió al MI6 y luego fue transferido a su agencia de inteligencia compañera Black Air, donde aludió a haber estado en una relación con su superiora, Michelle Scicluna.
Debido a que lo envían constantemente a trabajos sucios (misiones de asesinato), él comienza a odiar su trabajo y pide una transferencia. Scicluna le encarga que actúe como asesor no combatiente de Excalibur, a quien Black Air le había pedido que investigara en Genosha para ellos, y a cambio se le permitirá dejar Black Air. Toma prestado el transporte de Excalibur para llegar y ayudar a un viejo amigo, y se ve obligado a llevar a Kitty Pryde con él; los dos terminan investigando las instalaciones "Dream Nails" de Black Air y los horrores que hay dentro, y Wisdom casi es torturado hasta la muerte por uno de los agentes de su empleador.Después de esto, Kitty lo invita a unirse a Excalibur y comienzan una relación (lo que lleva a una disputa en curso entre él y Lockheed).
Tanto Wisdom como Excalibur son capaces de exponer los vínculos de Black Air con el Club Fuego Infernal, paralizar la organización y evitar su gran plan. Con Kitty, se une a su padre, su hermana y el Departamento F.66 para rastrear a un asesino en serie oculto.Una célula remanente de Black Air contrata a un asesino a sueldo y exnovia de Wisdom para asesinarlo. El se las arregla para escapar, pero Nightcrawler es capturado brevemente por la célula; la culpa hace que se vuelva mucho más antisocial, alejando a Kitty. No dispuesto a ver si la relación se puede salvar, él abandona Excalibur.
Después de Excalibur, y ahora luciendo un parche en el ojo innecesario para verse sexy, organiza un grupo de exagentes de inteligencia para atacar a agencias e individuos de operaciones encubiertas, y solicita la ayuda de Fuerza-X para recuperar un cerebro cibernético de Genosha, luchando contra Magneto en el proceso.Wisdom es visto más tarde como el nuevo líder del equipo.El actúa como mentor y muestra a los miembros del equipo cómo usar sus poderes mutantes de nuevas formas. Cuando su hermana Romany Wisdom regresa como villana, Pete Wisdom aparentemente es asesinado.Cuando se presume que el resto de la Fuerza-X (con la excepción de Dominó) está muerto,se revela que Wisdom todavía está vivo. Supuestamente, ningún miembro de Fuerza-X sabe de la supervivencia de Wisdom.
Después del Día M, Wisdom conserva sus poderes y luego el MI-13 le ordena encontrar y formar equipo con el Capitán Britania. El se une a New Excalibur. Fuera de Excalibur, él trabaja en un equipo de ataque para el MI-13 que se ocupa de "acontecimientos extraños", chocando con el MI-6, que siente que es su jurisdicción.Como resultado de su trabajo, termina en un matrimonio arreglado con su compañera de equipo Tink (un hada) para cimentar un tratado entre el Reino Unido y el Otro Mundo.El comienza un romance con su compañera de equipo Maureen Raven, una psíquica nacida en el Úlster, pero finalmente se ve obligado a matarla para poner fin a la invasión marciana de Gran Britania.
Después de la invasión, Wisdom vuelve a formar equipo con el Capitán Britania y otros héroes para detener la invasión Skrull de la Tierra. Merlín se pone en contacto con él y le ordena a Wisdom que lo libere para resucitar a un Capitán Britania (temporalmente) fallecido; al hacerlo, Wisdom tiene que abrir a sabiendas una prisión para magias malignas (así como entidades como Satannish). Ahora que las fuerzas oscuras le deben una bendición, Wisdom puede hacer que se erija un escudo mágico anti-Skrull alrededor de las Islas Británicas, lo que deja a la nación bajo la amenaza constante de lo sobrenatural. Wisdom tiene que lidiar con la muerte de su amigo, un Skrull que se hace pasar por John Lennon y que había trabajado con él y Spitfire para repeler la invasión.
La primera batalla del MI-13 es contra el duque del Infierno Dr. Plokta, quien obtiene poder cuando las personas venden voluntariamente sus almas para vivir según el deseo de su corazón; Wisdom se ve tentado con la fantasía de que Kitty, Maureen y todos los que había hecho matar todavía están vivos.Su compañero de equipo, el Capitán Midlands, los traiciona ante Plokta para vivir en una fantasía en la que su esposa no había muerto; disgustado y enojado, Wisdom destruye deliberadamente su fantasía y lo hace arrestar. Al comprender cómo se siente Midlands (debido a sus propias pérdidas), Pete le muestra algo de misericordia y le da la oportunidad de suicidarse.
En la guerra del Reino Unido contra el Conde Drácula, Wisdom asume un papel clave en el mando. A pesar de una derrota inicial, idea una táctica exitosa de utilizar desinformación, una derrota simulada, los corredores de sueños de Plokta chantajeados y ataques preventivos para evitar que Drácula y su fuerza de invasión se den cuenta de que el Reino Unido todavía tiene un hechizo mágico que requiere que se invite a un vampiro a sus fronteras. La mayor parte del ejército de vampiros es destruido en un instante: Wisdom dice que Drácula pensó que estaba jugando al ajedrez, pero solo lo harías si "no te importan las piezas... [de lo contrario] haces trampa".

## Poderes y habilidades
Peter Wisdom tiene el poder de absorber el calor ambiental y la radiación solar, y liberar la energía absorbida de las yemas de sus dedos como "cuchillos calientes" de energía térmica pura, que se dice que son "tan calientes como la superficie del sol". Puede saltar desde grandes distancias y usar la energía térmica para frenar su descenso. Puede disparar sus cuchillos calientes como proyectiles, o dejarlos adheridos a las yemas de sus dedos como garras para el combate físico cuerpo a cuerpo. También tiene años de experiencia en espionaje trabajando para Black Air y la Inteligencia Británica.

## Recepción
- En 2014, Entertainment Weekly clasificó a Pete Wisdom en el puesto 97 en su lista "Clasifiquemos a todos los X-Man de la historia".[21]

## Otras versiones

### House of M
En House of M, Pete Wisdom aparece como secretario personal y guardaespaldas de Brian Braddock, el rey de Gran Bretaña.

### Ultimate Marvel
La versión Ultimate de Wisdom hizo su primera aparición en Ultimate Human #1, una miniserie escrita por Ellis y protagonizada por Ultimate Iron Man y Ultimate Hulk.Este Wisdom es un exagente de inteligencia británico expulsado de la organización después de probar su "Proyecto de mejora británica" en sí mismo convirtiéndolo en la versión Ultimate de El Líder.El Líder intenta robar la nanotecnología de Tony Stark mientras Banner y Stark trabajan juntos para tratar de incorporarla a la fisiología de Banner con la esperanza de que le otorgue control sobre sus transformaciones en Hulk. Un flashback revela que Wisdom era un ambicioso Director de Operaciones del Servicio de Inteligencia Especial que desaprobó firmemente el programa europeo de Súper Soldados (que finalmente produjo al Capitán Britania), creyendo que los superhumanos británicos deberían ser agentes encubiertos entrenados, en lugar de basarse en el modelo estadounidense. Wisdom convence al Jefe de Servicio para que le dé cuatro semanas para demostrar su punto antes de que comience el programa europeo y hace arreglos para que el Dr. Stragg, el científico responsable del Proyecto Enhancile, lo use como sujeto de prueba. Cuando regresó al SIS, el Jefe de Servicio juzgó que el proyecto era un fracaso, habiendo convertido a Wisdom en un "fenómeno de circo", y le dijo que "corriera y se escondiera". Wisdom ahora espera que el ADN de Banner y la nanotecnología de Stark aumenten sus habilidades y le permitan "salvar" a su país.Cuando Stark comanda un robot señuelo Iron-Tech en la base del Líder, Banner se transforma en Hulk. Hulk resiste la influencia del Líder y lo golpea contra el suelo. El Líder, casi muerto, comanda un C-17 sobre Hulk, matando finalmente a Wisdom/Líder.
- La versión de Tierra-1610 de Peter Wisdom tiene un cerebro agrandado, un intento de duplicar la peculiaridad del ADN de Tony Stark que hace que tenga tejido cerebral en todo su cuerpo. También tiene un cráneo reforzado para soportar esto, debido a las inyecciones de la "pila" de Súper-Soldado creada por Banner. Sin embargo, su cuello aparentemente no puede soportar el peso de su cráneo agrandado, ya que Wisdom se muestra usando un soporte de halo para mantener la cabeza erguida; también usa una silla de ruedas en cada aparición después de su transformación. Su cerebro mejorado le ha otorgado talentos psíquicos, incluida la capacidad de matar a alguien al obligarlo a dejar de respirar o al hacer que su corazón explote a través de su pecho.

### Tierra-9586
Llamado Petros Wisdom, Wisdom es Friar Albionun miembro del Cuerpo del Capitán Britania que apareció en Excalibur vol. 1 #44 (1991).

### Era de Apocalipsis
Aunque estuvo ausente durante el evento original, se revela que Pete Wisdom, después de la caída de Apocalipsis, estuvo activo en Inglaterra durante el gobierno de Logan como Arma Omega y entre los miembros de los Caballeros de Pendragon, un grupo de pacificadores. Los mutantes de Inglaterra eran en gran medida autónomos, pero aún estaban sujetos a los dictados y reglas de Arma Omega. También se revela que durante el régimen de Apocalipsis, Pete trabajó con Emma Frost, exmiembro del Alto Consejo Humano, para salvar a tantos humanos como pudieron de los sacrificios de Apocalipsis, pero incluso a un océano de distancia fue una lucha perdida. Pete brindó algo de apoyo a Prophet y sus X-Terminados cuando llegaron a Europa en busca de von Doom y los diarios de Richards.

## En otros medios
- Una versión de Pete Wisdom, conocido simplemente como Peter, aparece en Deadpool 2 (2018), interpretado por Rob Delaney.[29]Es un humano estadounidense sin habilidades especiales, pero se une a la X-Force, liderada por Wade Wilson. Peter, como la mayoría del equipo, muere accidentalmente en su primera misión mientras intenta salvar a Zeitgeist de una trituradora de madera. En una escena poscréditos, Wilson usa el dispositivo de viaje en el tiempo de Cable para evitar la muerte de Peter.
  - Peter aparece en Deadpool & Wolverine (2024), interpretado nuevamente por Delaney.[30]Después de que Wilson se retira de ser mercenario, Peter lo ayuda a conseguir un trabajo como vendedor de autos usados, aunque tiene la esperanza de que ambos retomen sus roles de superhéroes. Más adelante en la película, Peter se pone su propio disfraz de Deadpool y salva a Wilson y Logan al convencer a un ejército de variantes de Deadpool para que los dejen en paz. El se revela que Peter existe en todos los universos y es amado por todas las variantes de Deadpool.